# Тиртханкара

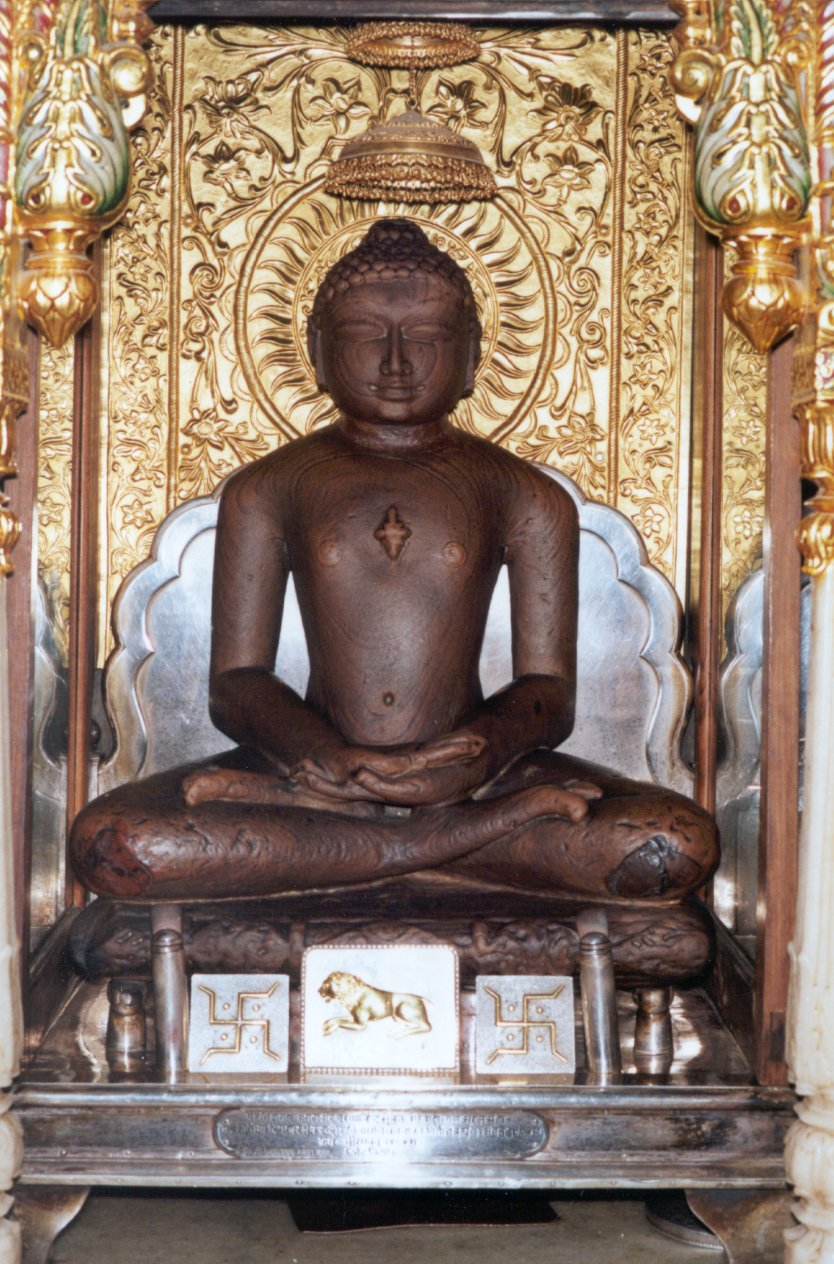
Махавира — 24-й и последний тиртханкара

Тиртханка́ра, или Тирхакара (мн. ч.; तीर्थंकर, Tîrthakara = «строитель брода»; «приготовляющий брод»), — в джайнизме святые, действовавшие, по преданию, в настоящей мировой эре. Как эпитет многих богов означает «спасающий»; «пролагатель пути», «реформатор». Тиртханкар (ед. ч.) — человек, достигший просветления благодаря аскезе и ставший примером и учителем для всех тех, кто стремится к духовному наставничеству. Считается, что тиртханкары преодолели низменные чувства, такие как гнев, гордыню, обман, желание, и построили брод через «реку человеческой нищеты». В конце своей жизни тиртханкары получают мокшу, то есть освобождение из цикла перерождений сансары. Таких тиртханкаров джайны насчитывают двадцать четыре.
Онтология джайнизма утверждает, что мир вечен, без начала и конца. Время движется по кругу, как колесо. Мир уже прошёл через бесчисленное количество циклов, и пройдёт через бесчисленное количество циклов после нашего времени. Каждый цикл делится на два полуцикла: рост и затухание. В каждом полуцикле рождается 24 тиртханкары. Последним, 24-м тиртханкарой нашего полуцикла был учитель Махавира (599—527 год до н. э.), существование которого считается установленным историческим фактом. Дигамбары верят, что все тиртханкары были мужчинами, шветамбары — что 19-м тиртханкарой была женщина. Следующий тиртханкара, первый в новом полуцикле, будет рождён через 81 500 лет.
Поскольку тиртханкары являются наставниками на пути к просветлению, их статуи почитаются в джайнистских храмах. Их огромные статуи часто встречаются во дворах джайнских храмов. Одно из замечательных по красоте и величине изваяний этого рода находится в Майсуре, близ Черхайпатама. Высотой более 21 метра, по-видимому, оно высечено из цельной скалы. Однако тиртханкары не считаются богами. Джайнисты не верят в бога-творца, а лишь в богов, которые, хотя и выше людей, всё ещё не достигли просветления.